# Baden Cooke
Baden Hamilton Cooke (Benalla, 12 ottobre 1978) è un ex ciclista su strada e pistard australiano.
Professionista dal 2000 al 2013 con caratteristiche di velocista, ha vinto una tappa e la classifica a punti al Tour de France 2003.

## Carriera
Baden Cooke iniziò a gareggiare in bicicletta all'età di undici anni; studiò presso il Galen College di Wangaratta.
Diventò professionista nel 2000 con la squadra statunitense Mercury-Viatel. Nel 2002 passò alla francese Française des Jeux, con la quale corse per quattro anni consecutivi il Tour de France riuscendo a conquistare, nell'edizione 2003, una vittoria di tappa e la maglia verde della classifica a punti. Buon velocista, Baden Cooke si dimostrò anche corridore adatto alle classiche del nord, come testimoniano i successi in corse quali la Dwars door Vlaanderen e la Kampioenschap van Vlaanderen.
Dal 2006 al 2009 gareggiò per tre squadre diverse – la svedese Unibet.com nel primo biennio, la britannica Barloworld nel 2008 e l'olandese Vacansoleil nel 2009 – continuando a ottenere successi tra Australia ed Europa. Nel 2010 si trasferì al Team Saxo Bank, mentre nel 2012 passò al neonato team australiano GreenEDGE. Chiuse la carriera al termine della stagione 2013, senza aver più colto vittorie.

## Palmarès

### Strada
- 2000 (Mercury, sei vittorie)

7ª tappa Rapport Toer
2ª tappa, 1ª semitappa Herald Sun Tour
3ª tappa, 2ª semitappa Herald Sun Tour
6ª tappa Herald Sun Tour
Prix des Blés d'Or
4ª tappa Longsjo Classic
- 2001 (Mercury, quattordici vittorie)

4ª tappa Sea Otter Classic
6ª tappa Tour de l'Avenir
10ª tappa Tour de l'Avenir
2ª tappa Longsjo Classic
4ª tappa Longsjo Classic
McLane Pacific-Foothills Road Race
2ª tappa Valley Sun Stage Race
3ª tappa Valley Sun Stage Race
Classifica generale Valley Sun Stage Race
2ª tappa Solano Bicycle Classic
1ª tappa Wendy's International Cycling Classic
2ª tappa Wendy's International Cycling Classic
6ª tappa Wendy's International Cycling Classic
Classifica generale Wendy's International Cycling Classic
- 2002 (Française des Jeux, nove vittorie)

Dwars door Vlaanderen
1ª tappa Grand Prix du Midi Libre
1ª tappa Paris-Corrèze
Classifica generale Paris-Corrèze
Tro-Bro Léon
2ª tappa Herald Sun Tour
4ª tappa Herald Sun Tour
Classifica generale Herald Sun Tour
8ª tappa Circuit des Mines
- 2003 (Fdjeux.com, sette vittorie)

2ª tappa Tour de France
1ª tappa Tour Down Under
4ª tappa Tour Down Under
3ª tappa Tour Méditerranéen
9ª tappa Tour de Suisse
Grand Prix de Fourmies
Kampioenschap van Vlaanderen
- 2004 (Fdjeux.com, otto vittorie)

6ª tappa Tour Down Under
Grand Prix d'Ouverture La Marseillaise
1ª tappa Tour Méditerranéen
3ª tappa Tour Méditerranéen
2ª tappa Tre Giorni di La Panne
2ª tappa Herald Sun Tour
3ª tappa Herald Sun Tour
5ª tappa Herald Sun Tour
- 2005 (Française des Jeux, tre vittorie)

4ª tappa Herald Sun Tour
5ª tappa Herald Sun Tour
1ª tappa Tour de Pologne
- 2006 (Unibet.com, quattro vittorie)

Grand Prix d'Ouverture La Marseillaise
1ª tappa Corsa della Pace
Halle-Ingooigem
5ª tappa Tour de la Region Wallonne
- 2007 (Unibet.com, tre vittorie)

2ª tappa Étoile de Bessèges (Nîmes > Saint-Ambroix)
Kampioenschap van Vlaanderen
3ª tappa Tour Down Under
- 2008 (Barloworld, due vittorie)

2ª tappa Clásica de Alcobendas
3ª tappa Herald Sun Tour

#### Altre vittorie
- 2000

2ª tappa Cascade Classic
4ª tappa Cascade Classic
- 2001

Arlington Classic Criterium
Criterium di Brea
McLane Pacific-Downtown Grand Prix
- 2003

Classifica a punti Tour de France
Glenvale Cresent
Peer Criterium
Profronde van Wateringen
- 2004

1ª tappa Geelong Bay Classic Series
4ª tappa Geelong Bay Classic Series
Classifica generale Geelong Bay Classic Series
- 2007

GP South Bank
- 2008

1ª tappa Geelong Bay Classic Series
- 2010

1ª tappa Geelong Bay Classic Series
- 2012

1ª tappa Tirreno-Adriatico (cronosquadre)

### Pista
- 2000 (Nazionale australiana, Under-23)

Bendigo Madison
Campionati australiani, Americana Under-23

## Piazzamenti

### Grandi Giri
- Giro d'Italia

2005: ritirato (13ª tappa)
2010: non partito (9ª tappa)
- Tour de France

2002: 127º
2003: 140º
2004: 139º
2005: 142º
2008: ritirato (12ª tappa)
2012: 117º
- Vuelta a España

2013: ritirato (15ª tappa)

### Classiche monumento
- Milano-Sanremo

2003: 14º
2004: ritirato
2005: 91º
2008: 19º
2010: ritirato
2011: 53º
2012: 94º
2013: 124º
- Giro delle Fiandre

2003: 62º
2004: ritirato
2005: ritirato
2006: 21º
2007: 90º
2008: 63º
2010: ritirato
2011: 87º
2012: ritirato
2013: 73º
- Parigi-Roubaix

2005: 46º
2006: 17º
2008: 31º
2010: fuori tempo
2011: 22º
2012: ritirato
2013: ritirato

### Competizioni mondiali
- Campionati del mondo

Verona 1999 - In linea Under-23: ritirato
Zolder 2002 - In linea Elite: 9º
Madrid 2005 - In linea Elite: 88º
Melbourne 2010 - In linea Elite: ritirato
Copenaghen 2011 - In linea Elite: 74º
- Giochi olimpici

Atene 2004 - In linea: ritirato